# 黑鳗藤
黑鳗藤（学名：Stephanotis mucronata）是夹竹桃科黑鳗藤属的植物。分布在台湾岛、菲律宾以及中国大陆的广东、福建、四川、浙江、贵州、湖南、广西等地，生长于海拔500米的地区，常生于山地疏密林中，目前尚未由人工引种栽培。

## 别名
史惠藤、博如藤（俗称）；华千金子藤（广西植物名录）

## 异名
- Stephanotis mucronata (Blanco) Merr.